# Ana Carolina Duarte Ruas Custódio
Ana Carolina Duarte Ruas Custódio (Rio de Janeiro, 23 de abril de 1987) é uma atleta paralímpica brasileira de Goalball. Ela faz parte da Seleção Brasileira de Goalball Feminina.

## Biografia
Aos 11 anos, Carol enfrentou um tumor cerebral que resultou na perda parcial de sua visão. Embora tenha praticado natação, foi no goalball que descobriu sua verdadeira vocação esportiva.
Foi bicampeã  na modalidade nos Jogos Parapan-Americanos de Lima 2019 e Toronto 2015  e participou diversas vezes de Jogos Paralímpicos, como os de Atenas 2004, Pequim 2008, Londres 2012. Rio 2016 e Tóquio 2020.

## Títulos
Jogos Parapan-Americanos
- Prata: 2011 (Guadalajara)[1]
- Ouro: 2015 (Toronto)[1]
- Ouro: 2019 (Lima)[1]

Campeonato das Américas
- Prata: 2017 (São Paulo)[1]

Mundial de Goalball
- Bronze: 2018 (Malmö)[1]